# Nova Londrina
Nova Londrina ist eine brasilianische Gemeinde im Bundesstaat Paraná. Es hat 12.923 Einwohner (2022), die Nova-Londrinenser genannt werden. Seine Fläche beträgt 269 km². Es liegt 352 Meter über dem Meeresspiegel.

## Etymologie
Der Name Nova Londrina stammt von der Schwesterstadt Londrina.

## Geschichte
Die ersten offiziellen Siedler im Gebiet von Nova Londrina waren José Volpato und seine Brüder, Besitzer von Ländereien in der Gleba Paranapanema am Ufer des Paraná in der Nähe von Porto São José. Sie eröffneten die ersten Pisten im Urwald und brachten den Ort in Kontakt mit den schon besiedelten Orten im Norden von Paraná.
1952 begann die Companhia Imobiliária Nova Londrina mit der Aufteilung und Besiedlung der Gleba Paranapanema und der umliegenden Ländereien. Sie errichtete mehrere Gebäude und warb Siedler aus dem ganzen Land an. In diesem historischen Ansturm kamen vorwiegend Gaúchos (Bürger des Staates Rio Grande do Sul), die Bräuche, Sitten und Traditionen aus ihrer Heimat mitbrachten.
Nova Londrina wurde durch das Staatsgesetz Nr. 253 vom 26. November 1954 in den Rang eines Munizips erhoben und am 7. Januar 1956 als Munizip installiert.

## Geografie

### Fläche und Lage
Das Munizip liegt am Ufer des Paranapanema auf dem Terceiro Planalto Paranaense (der dritten Hochebene von Paraná) auf dem Breitengrad 22° 45' 57"  Süd und dem Längengrad 52° 59' 06" West. Es hat eine Fläche von 269 km². Die Meereshöhe beträgt 352 Meter.

### Klima
In Nova Londrina ist das Klima tropisch. Es gibt die meiste Zeit des Jahres viel Niederschlag (1447 mm pro Jahr) und nur wenige Trockenperioden. Die Klassifikation des Klimas nach Köppen und Geiger lautet Am. Die Jahresdurchschnittstemperatur liegt bei 23,3 °C.

### Gewässer
Nova Londrina liegt am linken Ufer des Paranapanema. Durch das Munizip fließt dessen llnker Nebenfluss Rio Tigre.

### Straßen
Nova Londrina ist über die PR-182 an die BR-376 im Süden des Munizips angebunden. Die PR-182 führt nach Norden bis zur Paranapanema-Brücke am Wasserkraftwerk Rosana. Nach Westen führt die PR-569 über Marilena bis nach Porto São José am Paraná.

### Nachbarmunizipien
|          | Rosana (São Paulo)                          | Diamante do Norte            |
| Marilena | Kompassrose, die auf Nachbargemeinden zeigt | Itaúna do Sul und Terra Rica |
|          | Loanda                                      | Guairaçá                     |

## Demografie

### Bevölkerungsentwicklung
Quelle: IBGE (2011)
| Jahr | Einwohner | Stadt  | Land   |
| 1960 | 18.366    | 6.068  | 12.298 |
| 1970 | 10.679    | 6.269  | 4.410  |
| 1980 | 12.113    | 9.635  | 2.478  |
| 1991 | 12.854    | 11.077 | 1.777  |
| 2000 | 13.169    | 11.604 | 1.565  |
| 2010 | 13.067    | 12.014 | 1.053  |
| 2022 | 12.923    | -      | -      |

Quelle: IBGE (2011) und Volkszählung 2022

### Ethnische Zusammensetzung
Ethnische Gruppen nach der statistischen Einteilung des IBGE (Stand: 1991, 2000 und 2010)
| Gruppe*     | 1991   | 2000   | 2010   | |
| Weiße       | 6.817  | 6.734  | 6.406  | wer sich als "weiß" erklärt                                                                                     |
| Schwarze    | 213    | 450    | 686    | wer sich als "schwarz" erklärt                                                                                  |
| Gelbe       | 105    | 281    | 194    | Personen fernöstlicher Herkunft wie japanisch, chinesisch, koreanisch etc.                                      |
| Braune      | 5.719  | 5.573  | 5.771  | wer sich als "braun" erklärt oder wer sich mit einer Mischung von zwei oder mehr der fünf Gruppen identifiziert |
| Indigene    | -      | 22     | 11     | wer sich als Ureinwohner oder Indio erklärt                                                                     |
| ohne Angabe | -      | 107    | -      | |
| Gesamt      | 12.854 | 13.167 | 13.068 | |

*) Das IBGE verwendet für Volkszählungen seit 1991 ausschließlich diese fünf Gruppen. Die Gruppenzugehörigkeit wird bei der Befragung vom Einwohner selbst festgelegt. Das IBGE verzichtet bewusst auf Erläuterungen.

## Stadtverwaltung
- Bürgermeister: Otavio Henrique Grendene Bono (PSC), 2017–2020 und 2021–2024[9]